# Moonbi

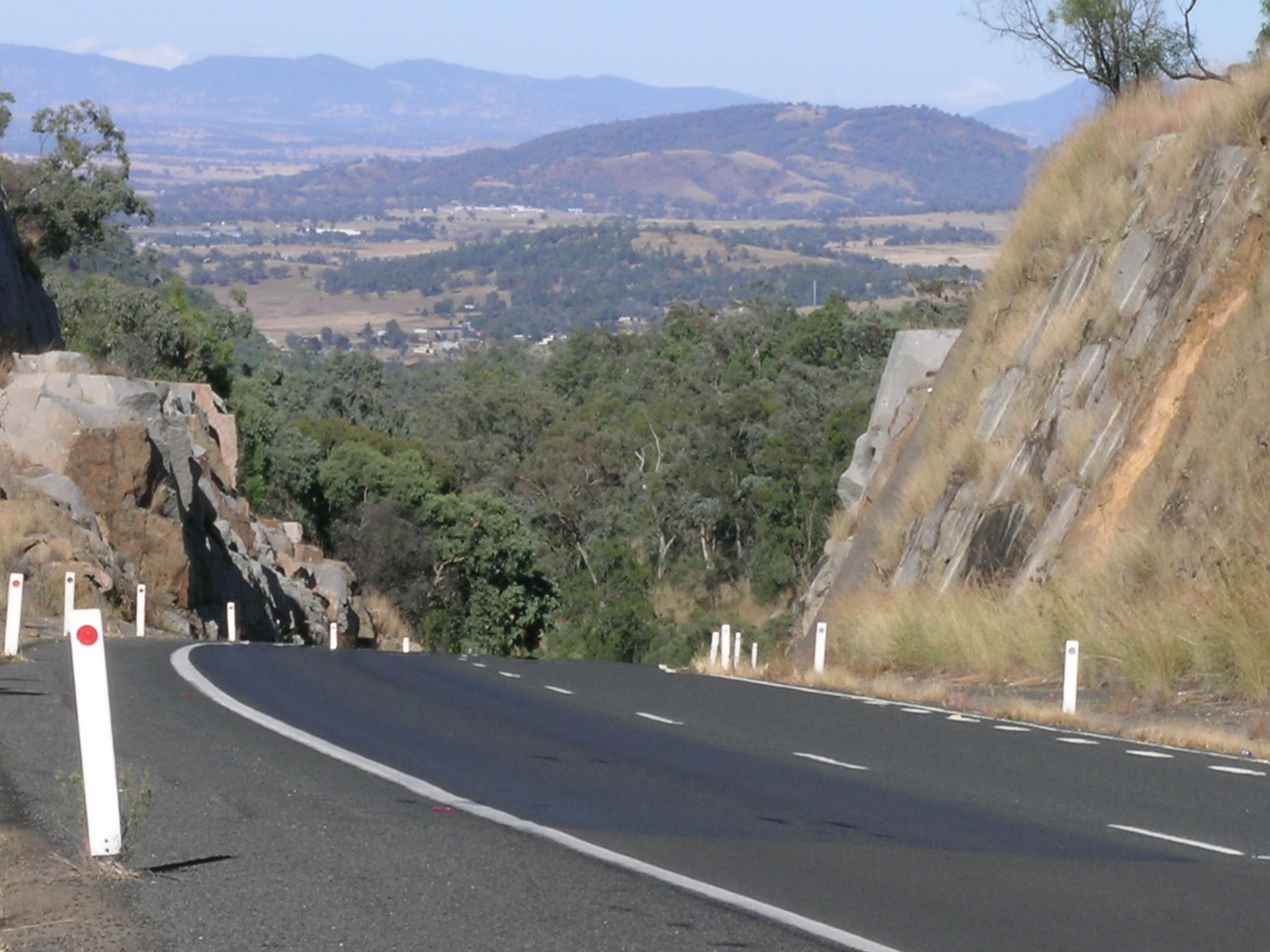
La vallée Moonbi.

Moonbi (357 habitants) est un village de la Nouvelle-Angleterre, une région de Nouvelle-Galles du Sud en Australie à 474 kilomètres au nord de Sydney au pied de la chaîne Moonbi.
L'économie du village repose sur l'élevage du poulet.